# Villagarcía de la Vega

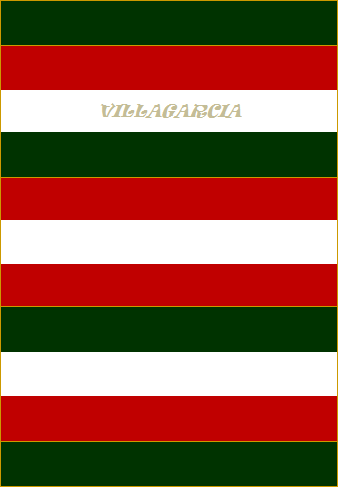
Pendón de Villagarcía

Villagarcía de la Vega es una de las pedanías del Ayuntamiento de San Cristóbal de la Polantera, municipio de la provincia de León perteneciente al Partido Judicial de La Bañeza. Tiene una población a 1 de enero de 2013 de 133 habitantes. Situado a la orilla del río Tuerto (afluente del Órbigo), su población se dedica mayoritariamente a la agricultura y ganadería.
- Datos: Q6162622